# NGC 163
 NGC 163  هي مجرة إهليلجية تقع في كوكبة قيطس. اكتشفها ويليام هيرشيل في 10 ديسمبر 1798. وقد وجد بأنها خافته ولكن عندما استخدام التلسكوب البصري كانت مجرة إهليلجية الشكل تصل إلى القدر 13 .

## وصلات خارجية
- NGC 163 على موقع ويكي سكاي: DSS2, SDSS, GALEX, IRAS, Hydrogen α, X-Ray, Astrophoto, Sky Map, Articles and images